# محطة قطار البيرين
محطة البيرين هي محطة قطار جزائرية تقع في إقليم بلدية البيرين بولاية الجلفة .

## موقع في السكك الحديدية
تقع المحطة على ارتفاع 744 م فوق سطح البحر عند نقطة الكيلومتر (PK) 162 من خط تيسمسيلت-مسيلة ، حيث تسبقها محطة بوغزول وتتبعها محطة بوتي سايح.قالب:Début d'illustration
| ملف:قالب:Géolocalisation/Réseau ferroviaire de la wilaya de Djelfa قالب:Géolocalisation |

قالب:Fin d'illustration

## تاريخ المحطة
تم افتتاح المحطة في 22 ديسمبر 2022 أثناء افتتاح خط تيسمسيلت-المسيلة.

## خدمة الركاب

### خدمة
تخدم محطة البيرين القطارات الجهوية على طريق برج بوعريريج – تيسمسيلت,.

## المٌلاحظات والمراجع
1. ↑  "Inauguration de la ligne ferroviaire Tissemsilt-Boughezoul-M'sila". وكالة الأنباء الجزائرية (بالفرنسية). 26 Dec 2022.
2. ↑  Oussama Khitouche (26 décembre 2022). "Inauguration de la nouvelle ligne ferroviaire Tissemsilt-M'sila". lalgerieaujourdhui.dz. مؤرشف من الأصل في 2025-05-31. اطلع عليه بتاريخ 2 janvier 2023. {{استشهاد ويب}}: تحقق من التاريخ في: |تاريخ-الوصول= و|تاريخ= (مساعدة).
3. ↑  "Inauguration de la ligne ferroviaire Tissemsilt-Boughezoul-M'sila". aps.dz. 26 décembre 2022. مؤرشف من الأصل في 2025-05-31. اطلع عليه بتاريخ 2 janvier 2022. {{استشهاد ويب}}: تحقق من التاريخ في: |تاريخ-الوصول= و|تاريخ= (مساعدة).
4. ↑  "La ligne ferroviaire Tissemsilt-Boughezoul-M'sila, un levier de développement socio-économique pour la région". aps.dz. 25 décembre 2022. مؤرشف من الأصل في 2025-05-31. اطلع عليه بتاريخ 2 janvier 2023. {{استشهاد ويب}}: تحقق من التاريخ في: |تاريخ-الوصول= و|تاريخ= (مساعدة).

## أنظر أيضا

### مَقالات ذات صلة
- خط من تيسمسيلت إلى مسيلة
- قائمة محطات القطارات في الجزائر

### رَوابط خارجية
- "SNTF". Société nationale des transports ferroviaires (SNTF). مؤرشف من الأصل في 2025-06-02..

قالب:Desserte gare/début
قالب:Desserte gare
قالب:Desserte gare/fin